# Cangshan
Cangshan léase Dsang-Shán (en chino:仓山区, pinyin:Cāngshān qū) es un distrito urbano bajo la administración directa de la ciudad-prefectura de Fuzhou en la provincia de Fujian, República Popular China, con una población censada en noviembre de 2010 de 762 746 habitantes.
Se encuentra situada en el este de la provincia, cerca del río Min y de la costa del mar de la China Meridional.